# Ægyptologi (Københavns Universitet)
Ægyptologi er et fag på Københavns Universitet, der omhandler studiet af den oldægyptiske kultur. Undervisningen i faget inkluderer forskellige sprogstadier og skriftsprog (Middelægyptisk, Nyægyptisk, hieratisk og demotisk), historie, litteratur, religion, arkæologi, mm., og inddrager objekter fra lokal samlinger som Ny Carlsberg Glyptotek og Nationalmuseet. En central ressource for faget er Papyrus Carlsberg Samlingen, der bl.a. indeholder resterne af det eneste overlevende ægyptiske tempelbibliotek.
Faget ligger på Institut for Tværkulturelle og Regionale Studier hvor det udgør en del af faggruppen Oldtidsstudier (Københavns Universitet), sammen med Assyriologi (Københavns Universitet) og Nærorientalsk Arkæologi (Københavns Universitet).

## Historie
Faget blev formelt introduceret på Københavns Universitet i 1883 af Valdemar Schmidt, og derefter fortsat af H.O. Lange, der blev ansat som fagets første lektor i 1924 og etablerede samme år den første studieordning.. Siden 1937 har faget haft følgende professorer: C. E. Sander-Hansen som i 1946 blev fagets første ordinære professor, Hans Jakob Polotsky (en), J. R. Harris, og J. Osing. Faget har nu to professorer: Kim Ryholt og Fredrik Norland Hagen.